# Hégeney
Hégeney (en alsacià Hajenai) és un municipi francès, situat a la regió del Gran Est, al departament del Baix Rin. L'any 1999 tenia 326 habitants.
Forma part del cantó de Reichshoffen, del districte de Haguenau-Wissembourg i de la Comunitat de comunes Sauer-Pechelbronn.

## Demografia
| 1962 | 1968 | 1975 | 1982 | 1990 | 1999 |
| ---- | ---- | ---- | ---- | ---- | ---- |
| 207  | 219  | 209  | 230  | 312  | 326  |

## Administració
| Període   | Identitat       | Partit |
| --------- | --------------- | ------ |
| 1945-1971 | Charles Moritz  |        |
| 1971-1977 | Georges Schmitt |        |
| 1977-1995 | Gilbert Riegert |        |
| 1995-     | Roger Isel      |        |